# Castel Castagna
Castel Castagna est une commune de la province de Teramo dans les Abruzzes en Italie.

## Administration
| Période                                  | Période  | Identité        | Étiquette       | Qualité |
| ---------------------------------------- | -------- | --------------- | --------------- | ------- |
| 5 avril 2005                             | En cours | Fabrizio Falone | Centro-Sinistra |         |
| Les données manquantes sont à compléter. |          |                 |                 |         |

### Hameaux
Ronzano, Santa Maria, Villa Ruzzi

### Communes limitrophes
Basciano, Bisenti, Castelli, Cermignano, Colledara, Isola del Gran Sasso d'Italia, Penna Sant'Andrea